# Якушев, Борис Гаврилович
Бори́с Гаври́лович Я́кушев (7 июля 1923, Самара — 28 ноября 1943, Киевская область) — участник Великой Отечественной войны, командир САУ 1894-го самоходного артиллерийского полка (7-й гвардейский танковый корпус, 3-я гвардейская танковая армия, 1-й Украинский фронт), Герой Советского Союза, лейтенант.

## Биография
Родился в русской семье служащего. Окончил 7 классов и 3 курса техникума.
В Красной Армии с 1942 года. В боях Великой Отечественной войны с 1942 года. В 1943 году окончил 2-е Киевское училище самоходной артиллерии, после чего воевал командиром самоходной артиллерийской установки в 3-й гвардейской танковой армии. Участвовал в форсировании Днепра и в боях по расширению плацдарма на его правом берегу.
В бою за расширение плацдарма на правом берегу Днепра 12-13 октября 1943 года, действуя в боевых порядках бригады под сильным артиллерийским и миномётным огнём, уничтожал огневые точки и живую силу противника, прокладывая дорогу танкам и пехоте. Искусно маневрируя на пересечённой местности на поле боя, экипаж орудия Якушева выполнил боевую задачу, своевременно достиг 21 октября деревни Весёлая Дубрава Мироновского района Киевской области (Украина). За день боя 21 октября 1943 года орудием лейтенанта Якушева были уничтожены четыре автомашины с пехотой и одна автомашина с боеприпасами, три пулемётных гнезда, два полевых орудия, до сорока солдат и офицеров противника, а затем «Фердинанд».
Осколками вражеской мины лейтенант Б. Якушев был ранен, но продолжал командовать орудием, и только после повторного тяжёлого ранения глаз, потеряв сознание, был эвакуирован с поля боя.
Указом Президиума Верховного Совета СССР от 17 ноября 1943 года «за образцовое выполнение боевых заданий командования на фронте борьбы с немецко-фашистскими захватчиками и проявленные при этом мужество и героизм, лейтенанту Якушеву Борису Гавриловичу присвоено звание Героя Советского Союза».
Умер от ран в госпитале 28 ноября 1943 года. Похоронен в селе Студеники (Бориспольский район, Киевская область).

## Награды
- Медаль «Золотая Звезда» Героя Советского Союза;
- орден Ленина.